# 幌內站

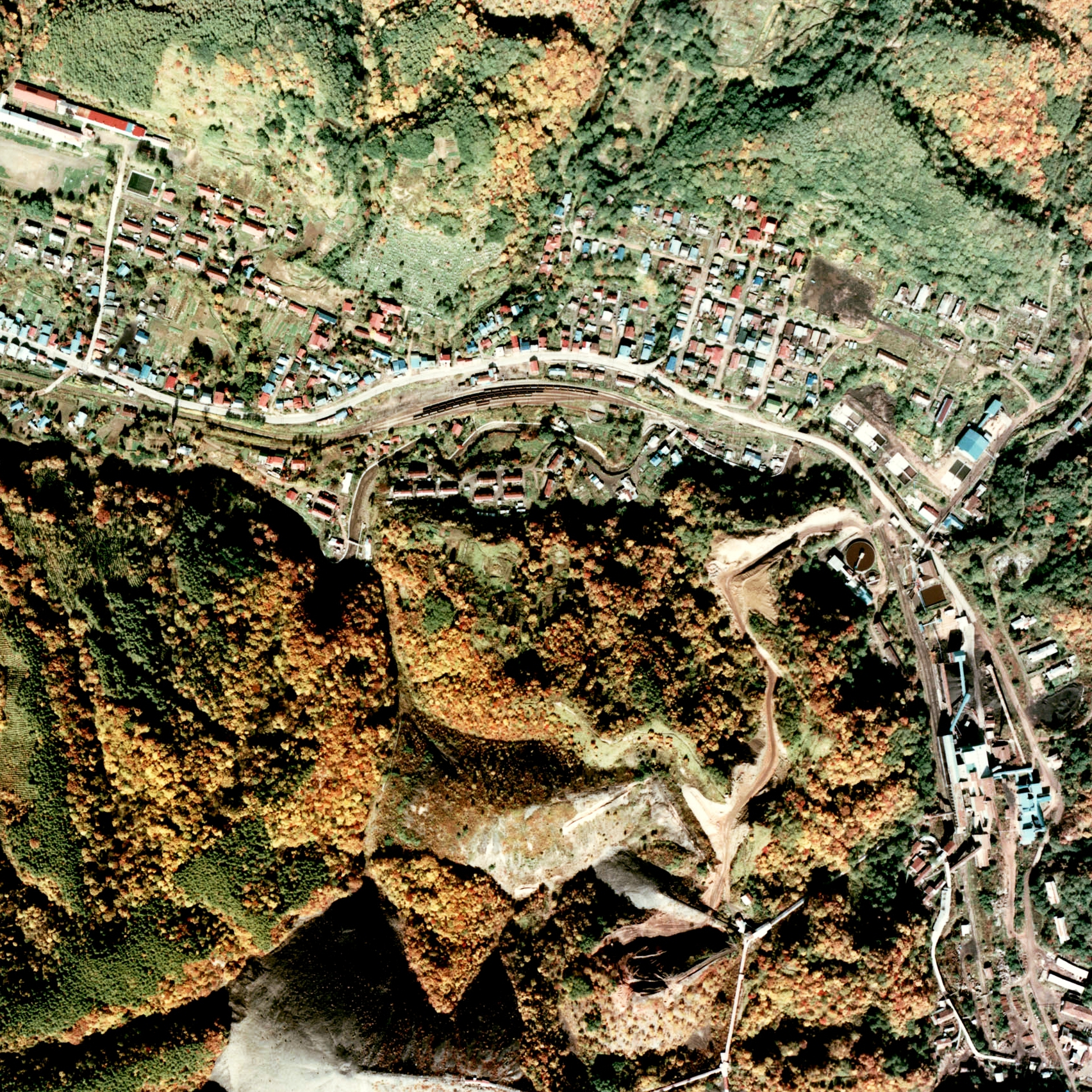
1976年的（貨）幌內站與方圓750米範圍。左邊是三笠方向。右下方設有幌內煤礦選煤場。

幌內站（日语：／ Horonai eki */?）是位於北海道三笠市幌內町2丁目，北海道旅客鐵道（JR北海道）和日本貨物鐵道（JR貨物）的幌內線貨物支線車站（廢站）。隨著幌內線全線廢線，車站在1987年（昭和62年）7月13日廢除。

## 歷史
- 1879年（明治12年）: 開拓使的官營幌內煤礦（日语：幌内炭鉱）開始作業。
- 1882年（明治15年）
  - 11月13日：官營幌內鐵道（日语：官営幌内鉄道）開設此貨運車站。當初讀法推斷為「ぽろない」。
  - 11月14日：幌內煤炭首次運往手宮（日语：手宮駅）[1]。
- 1883年（明治16年）
  - 2月2日：開設客運業務，開始處理行李[2]。
  - 6月：停車站竣工[3]。幌內太至此站之間的距離為 2哩（英文）1746呎（英尺），即約3.75公里[4]。
- 1889年（明治22年）12月11日：轉讓給北海道炭礦鐵道。
- 1892年（明治25年）後至1894年（明治27年）前[5]：幌內太至此站之間距離由 2哩（英里）26鎖（鏈）縮短至2哩17鎖（即縮短180米）。
- 1898年（明治31年）3月21日：車站向三笠一方遷移0英里43鏈（約865米）。幌內太至此站之間距離1英里54鏈（約2.7公里）[6][7]。車站大樓設於三笠幌內川的左岸[8]。
- 1900年（明治33年）：新建車站大樓於三笠幌內川的右岸[8]。
- 1906年（明治39年）10月1日：北海道炭礦鐵道的鐵路線被國有化，由官設鐵道管轄。
- 1972年（昭和47年）11月1日：結束客運業務和處理行李。
- 1987年（昭和62年）
  - 4月1日：伴隨國鐵分割民營化，車站由北海道旅客鐵道（JR北海道）和日本貨物鐵路（JR貨物）營運。但是站內已經沒有客運班次。
  - 6月20日：當日起，再沒有貨運列車運送煤炭。
  - 6月28日、7月5日、7月11日、7月12日：開設臨時快速「幌內號」，行走於小樽至此站之間。
  - 7月13日：幌內線全線廢除，此站也廢除[9]。
- 1989年（平成元年）9月29日 : 幌內煤礦關閉[10]

## 車站構造
車站位於山谷中。北邊為市區，南邊設有貫穿東西和迂回曲折的三笠幌內川（舊名：上幌內川）。站内基本上都是平坦的（東邊有輕微上斜）。西邊進站前的500米區間都是千分之25的上斜區間。在東邊的幌內煤礦選煤場處設有最大幅度，千分之28.6之上斜區間。
車站大樓位於北邊。車站大樓前設有客運專用的1面1線單式月台。曾經站內設有一般貨物起卸專用的地方，位於大樓靠近三笠一方（西邊），該處設有1條引込線。車站後方設有4條留置線，外邊設有1條機走線，東邊設有路軌分支，連接轉車盤和側線。本線和留置線在東邊匯合後連接選煤場，該處為幌內煤礦專用線。

## 車站周邊
- 三笠市營巴士（日语：三笠市営バス）「鐵道紀念館」巴士站

## 現況
為了紀念北海道的鐵路發祥之地。於1987年（昭和62年）9月，建設了三笠鐵道村，以及村內重點設施三笠鐵道紀念館，內部保存在許多鐵路車輛。

## 相鄰車站
北海道旅客鐵道
幌內線（貨物支線）
三笠－（幌內住吉）－幌內
※幌內住吉站在三笠至幌內之間在廢除客運業務同時廢站（1972年（昭和47年））。

## 注腳
1. ↑  北海道鐵道百年史 上卷 日本國有鐵道北海道總局 昭和51年發行，P46。
2. ↑  北海道鐵道百年史 上卷、P60-66。書籍中的資料可另參見 明治16年太政官布達（日語） P14-24（國立國會圖書館數碼化資料）。
3. ↑  北海道鉄道百年史 上卷，P42。
4. ↑  明治十八年統計摘要 北海道庁 1887年（明治20年）出版 （页面存档备份，存于）（日語）（國立國會圖書館數碼化收藏）
5. ↑  日本鐵道一覽表 明治25年2月調查, 1892年 鐵道廳出版 （页面存档备份，存于）（日語）和日本鉄道一覧表 明治27年6月調, 1894年 逓信省鐵道局出版 （页面存档备份，存于）。（國立國會圖書館數碼化收藏）
6. ↑  昭和3年 線路一覧略圖 札幌鐵道局發行。而此站端至幌內煤礦選煤場（即路線終點）距離864米，推斷當初選煤場都是停車場的一部分。
7. ↑  《官報》1898年03月28日 內務省通達「停車場移転」 （页面存档备份，存于）（國立國會圖書館數碼化收藏）
8. 1 2  新三笠市史 P274。
9. ↑  今尾惠介《日本鉄道旅行地図帳》1號 北海道，新潮社，2008年，p.36
10. ↑  “ヤマの歴史に幕、揺れる地元”. 北海道新聞 (北海道新聞社). (1989年9月30日)

## 外部連結
- 北海道大學北方資料資料庫 「幌內炭山」 （页面存档备份，存于） 裝運料斗（於明治時代末期）。